# Президент Грузии
Президент Грузии (груз. საქართველოს პრეზიდენტი Сакартвелос Президенти) — глава государства в Грузии. Грузия является парламентской республикой, президент исполняет главным образом представительские и церемониальные функции, реальные властные полномочия находятся в руках главы правительства.
Избирается голосами членов Избирательной коллегии сроком на пять лет. Одно и то же лицо может быть избрано президентом только дважды.
9 апреля 1991 года Грузия провозгласила независимость от СССР. 27 мая 1991 года прошли президентские выборы, на которых президентом Грузии избран Звиад Гамсахурдия.
В декабре 1991 — январе 1992 годов в стране произошёл военный переворот. Приглашённый его организаторами на пост главы Грузии Эдуард Шеварднадзе занял должность председателя Государственного Совета республики, пост президента оставался вакантным. Лишь 5 ноября 1995 года прошли выборы, на которых Шеварднадзе был избран президентом. Затем 9 апреля 2000 года он был переизбран. В результате «революции роз» Э. А. Шеварднадзе был вынужден уйти в отставку.
4 января 2004 года президентом Грузии был избран Михаил Саакашвили. После массовых акций протеста оппозиции в ноябре 2007 года он сложил с себя полномочия президента и объявил досрочные выборы, которые прошли 5 января 2008 года. На них вновь победил Саакашвили, его инаугурация состоялась 20 января.
На очередных президентских выборах, в 2013 году, в первом же туре победил Георгий Маргвелашвили, кандидат от партии Грузинская мечта — Демократическая Грузия. Михаил Саакашвили не принимал участия в этих выборах.
Последние прямые выборы президента Грузии состоялись 28 октября 2018 года в два тура, на которых победу одержала Саломе Зурабишвили. Вступила в должность 16 декабря 2018 года. Согласно Конституции, принятой в 2017 году, в связи с переходом страны к парламентской форме правления, президента будут выбирать 300 членов Коллегии выборщиков, состоящей наполовину из депутатов парламента и столько же из делегатов регионов.
Выборы, на которых президент Грузии впервые избирался коллегией выборщиков, состоялись 14 декабря 2024 года. По их итогам президентом был избран Михаил Кавелашвили. Вступил в должность 29 декабря 2024 года. Ряд оппозиционных сил бойкотировали выборы, заявив о нарушениях на предыдущих парламентских выборах и не признали легитимным избрание Кавелашвили.

## Присяга
Инаугурация президента проводится в третье воскресенье после выборов. В ходе церемонии президент приносит присягу перед Богом и нацией согласно статье 51 конституции Грузии:

Я, Президент Грузии, перед Богом и народом клянусь, что буду защищать Конституцию Грузии, независимость, целостность и неделимость страны, добросовестно исполнять обязанности Президента, заботиться о безопасности и благосостоянии граждан моей страны, о возрождении и могуществе моего народа и Отечества.
Оригинальный текст (груз.)მე, საქართველოს პრეზიდენტი, ღვთისა და ერის წინაშე ვფიცავ, რომ დავიცავ საქართველოს კონსტიტუციას, ქვეყნის დამოუკიდებლობას, ერთიანობასა და განუყოფლობას, კეთილსინდისიერად აღვასრულებ პრეზიდენტის მოვალეობას, ვიზრუნებ ჩემი ქვეყნის მოქალაქეთა უსაფრთხოებისა და კეთილდღეობისათვის, ჩემი ხალხისა და მამულის აღორძინებისა და ძლევამოსილებისათვის

## Резиденция
Резиденция президента Грузии расположена в городе Тбилиси, в историческом районе Авлабари, на улице М. Абдушелишвили. Дворец построен по инициативе Михаила Саакашвили в 2004—2009 годах. Над дворцом работали несколько архитекторов, автором проекта является Георгий Батиашвили, хотя достроил резиденцию итальянец Микеле де Луки. Композиционно дворец представляет собой классическое трёхпортикное горизонтальное здание, оканчивающееся стеклянным куполом. К югу от резиденции расположено кубическое здание, являющееся зданием государственной канцелярии.
С момента инаугурации Саломе Зурабишвили новой резиденцией президента Грузии стал бывший дворец князей Орбелиани на улице Атонели.

## Штандарт президента
Официальный флаг президента Грузии был утверждён указом президента Грузии Саломе Зурабишвили от 31 июля 2020 года согласно подпункту «з» 2-й части статьи 53 Конституции Грузии. «Внутри штандарта помещен малый щит государственного герба Грузии, на поле которого изображен увенчанный золотым крестом разящий копьем дракона серебряный всадник — святой Георгий с золотым ореолом. Флаг президента Грузии окружен красной каймой с красными зубцами с внутренней стороны».
Первый неофициальный флаг президента Грузии представлял собой белое полотнище, на фоне которого вышит условный большой герб грузинских правителей: в щите плащаница Христа, Святой Георгий, поражающий змия, весы — символ справедливости; над щитом королевская корона, львы-щитодержатели). У древка была широкая синяя вертикальная полоса. Позднее львы стали точно соответствовать щитодержателям нового государственного герба, Св. Георгий переместился в центр щита, а плащаница в первое поле щита, в одном из нижних полей добавлено изображение Золотого Руна. Этот вариант штандарта использовали президенты М. Саакашвили и Г. Маргвелашвили и первое время С. Зурабишвили.
Также штандартом президента считался квадратный флаг, на котором изображен малый государственный герб, под ним меч и скипетр на фоне соединённых национального и военного флага Грузии с крестами. На фоне этого штандарта часто выступал Саакашвили. По одной из версий это был штандарт Верховного главнокомандующего.
В феврале 2019 года президент С. Зурабишвили подписала закон «О символах государственного значения», с перечнем наиболее важных символов государства. Фактически используемый штандарт президента Грузии не был согласован с Государственным геральдическим советом, поэтому был пересмотрен.

## Список президентов Грузии
|          | Портрет        | Имя (годы жизни)                                                       | Полномочия                     | Полномочия                                   | Партия                            | Выборы      | Пр.           |
| Начало   | Портрет        | Имя (годы жизни)                                                       | Окончание                      |                                              | Партия                            | Выборы      | Пр.           |
| -------- | -------------- | ---------------------------------------------------------------------- | ------------------------------ | -------------------------------------------- | --------------------------------- | ----------- | ------------- |
| 1 (I—II) |                | Звиад Гамсахурдия (1939—1993) груз. ზვიად კონსტანტინეს ძე გამსახურდია  | 14 апреля 1991                 | 6 января 1992                                | «Круглый стол — Свободная Грузия» | [ комм. 3 ] | [ 14 ] [ 15 ] |
| 1 (I—II) | 14 июня 1991   | Звиад Гамсахурдия (1939—1993) груз. ზვიად კონსტანტინეს ძე გამსახურდია  | 1991                           | 6 января 1992                                | «Круглый стол — Свободная Грузия» |             | [ 14 ] [ 15 ] |
| 2 (I—II) |                | Эдуард Шеварднадзе (1928—2014) груз. ედუარდ ამბროსის ძე შევარდნაძე     | 26 ноября 1995                 | 30 апреля 2000                               | Союз граждан Грузии               | 1995        | [ 16 ] [ 17 ] |
| 2 (I—II) | 30 апреля 2000 | Эдуард Шеварднадзе (1928—2014) груз. ედუარდ ამბროსის ძე შევარდნაძე     | 23 ноября 2003                 | 2000                                         | Союз граждан Грузии               |             | [ 16 ] [ 17 ] |
| и. о.    |                | Нино Бурджанадзе (1963—) груз. ნინო ანზორის ასული ბურჯანაძე            | 23 ноября 2003                 | 25 января 2004                               | —                                 | [ комм. 5 ] | [ 18 ] [ 19 ] |
| 3 (I)    |                | Михаил Саакашвили (1967—) груз. მიხეილ ნიკოლოზის ძე სააკაშვილი         | 25 января 2004                 | 25 ноября 2007                               | Единое национальное движение      | 2004        | [ 20 ] [ 21 ] |
| и. о.    |                | Нино Бурджанадзе (1963—) груз. ნინო ანზორის ასული ბურჯანაძე            | 25 ноября 2007                 | 20 января 2008                               | —                                 | [ комм. 5 ] | [ 18 ] [ 19 ] |
| 3 (II)   |                | Михаил Саакашвили (1967—) груз. მიხეილ ნიკოლოზის ძე სააკაშვილი         | 20 января 2008                 | 17 ноября 2013                               | Единое национальное движение      | 2008        | [ 20 ] [ 21 ] |
| 4        |                | Георгий Маргвелашвили (1969—) груз. გიორგი თეიმურაზის ძე მარგველაშვილი | 17 ноября 2013                 | 16 декабря 2018                              | Грузинская мечта                  | 2013        | [ 22 ] [ 23 ] |
| 5        |                | Саломе Зурабишвили (1952—) груз. სალომე ნინო ლევანის ასული ზურაბიშვილი | 16 декабря 2018                | 29 декабря 2024 / действующая (оспаривается) | независимая                       | 2018        | [ 24 ] [ 25 ] |
| 6        |                | Михаил Кавелашвили (1971—) груз. მიხეილ გურამის ძე ყაველაშვილი         | 29 декабря 2024 (оспаривается) | действующий (оспаривается)                   | Грузинская мечта                  | 2024        | [ 29 ]        |

### Комментарии
1. ↑  Указывается, от какой партии избранный президент выдвигался на выборах.
2. ↑  Свергнут в результате военного переворота. Бежал из страны.
3. ↑  Избран президентом на чрезвычайном заседании первой сессии Верховного Совета; вступил в должность в тот же день.
4. ↑  Ушёл в отставку в ходе «революции роз».
5. 1 2  Исполняла обязанности президента на период до проведения выборов в качестве Председателя Парламента Грузии.
6. ↑  Ушёл в отставку в ходе выступления оппозиции.

1. ↑  Легитимность Кавелашвили не признаётся Саломе Зурабишвили, рядом опозиционных партий и частью общественности[26][27].